# Color of Success
Color of Success è il primo album solista del musicista statunitense Morris Day, pubblicato nel 1985.

## Descrizione
L'album, pubblicato dalla Warner su LP, musicassetta e CD, è prodotto da e arrangiato dallo stesso interprete.
Dal disco, che si apre con una decina di secondi del noto brano Somewhere Over the Rainbow, vengono tratti 4 singoli.

## Tracce

### Lato A
1. Color of Success
2. The Character
3. The Oak Tree

### Lato B
1. Love Sign
2. Don't Wait for Me
3. Love/Addiction